# Oedipina fortunensis
Espèce
Oedipina fortunensis est une espèce d'urodèles de la famille des Plethodontidae.

## Répartition
Cette espèce est endémique de la province de Chiriquí au Panama.

## Étymologie
Son nom d'espèce, composé de fortun[a] et du suffixe latin -ensis, « qui vit dans, qui habite », lui a été donné en référence au lieu de sa découverte, la Reserva Forestal de Fortuna.

## Publication originale
- Köhler, Ponce & Batista, 2007 : A new species of worm salamander (genus Oedipina) from Fortuna, western central Panama. Senckenbergiana Biologica, vol. 87, no 2, p. 213-217.